# Jaume Huguet García
Jaume Huguet García, né le 27 août 1959 à Montcada i Reixac (province de Barcelone, Espagne), est un footballeur espagnol qui jouait au poste de gardien de but.

## Biographie
Jaume Huguet débute en équipe première du FC Barcelone lors de la saison 1979-1980 sous les ordres de l'entraîneur Joaquim Rifé.
En 1984, il est recruté par le club de Calvo Sotelo CF qui joue en deuxième division.
En 1985, il rejoint le CD Logroñés où il reste jusqu'en 1989. Avec ce club, il obtient la promotion en première division en 1987.
En 1989, Huguet est recruté par le CE Sabadell où il met un terme à sa carrière en 1991.